# Cisownik (wzgórze)
Cisownik (ok. 490 m) – wzgórze na Wyżynie Częstochowskiej będącej częścią Wyżyny Krakowsko-Częstochowskiej. Znajduje się obrębie wsi Ryczów w województwie śląskim, w powiecie zawierciańskim, w gminie Ogrodzieniec.
Wzgórze Cisownik wznosi się w porośniętej lasem północno-zachodniej stronie zabudowań wsi Ryczów, na północny wschód od wzgórza Skałki i na północny zachód od wzgórza Wielki Grochowiec. Wzgórza Skałki i Cisownik oddzielone są od siebie pasmem łąk. Na wzgórzu Cisownik, na obrzeżu łąki, znajduje się kilka wapiennych skał o wysokości 8–12 m. Należą do tzw. Ryczowskiego Mikroregionu Skałkowego. Wspinacze skalni nadali im nazwy Cisownik Pierwszy, Cisownik Drugi, Mały Mur i Wuj.
Przez wzgórze prowadzi szlak turystyczny.

## Drogi wspinaczkowe
Na Cisowniku jest 22 dróg wspinaczkowych o trudności od V- do VI.4+ w skali Kurtyki. Niektóre drogie mają zamontowane stałe punkty asekuracyjne: ringi (r) i stanowisko zjazdowe (st).

Cisownik I
1. Telewizna; 3r + st, VI.2, 10 m
2. Glutenmorgen; 3r + st, VI.1+, 10 m
3. Zaklinacz koni; 4r + st, VI.4/4+, 10 m
4. Weterani po lassach; 3r + st, VI.4+, 9 m
5. Sunspot; 4r + st, VI.4, 10 m
6. Cisorysa; st, V-, 9 m
7. Ryczący pikuś; 3r + st, 9 m[3].

Cisownik II
1. Projekt; 10 m
2. Projekt; 10 m
3. Wypas kulturowy; 3r + st, VI-, 10 m[3].

Cisownik III – Mały Mur
1. Szaraki; V-, 8 m
2. Łośka; V, 8 m
3. Junak; VI+, 8 m
4. Brudasek; VI.1+, 7 m
5. Duel; VI.2 7 m
6. Filozof; VI.1, 7 m
7. Izis; V+, 7 m
8. Sośnicka; VI.1, 7 m
9. Baldemar; VI.4, 7 m
10. Protekcji lekcja; VI.2+, 7 m[3].

Cisownik IV – Wuj;
1. Wuj z chaty; 3r + st, VI.1+, 9 m
2. Edytorial; 3r + st, VI.3+, 10 m[3].

## Szlak turystyczny
Ryczów – Księdza Góra – Skałki – Cisownik – Żelazko (kaplica).